# Regnat del Terror
El Regne del Terror (2 de setembre de 1793 - 28 de juliol de 1794) o, simplement El Terror (en francès la Terreur) fou un període de la Revolució Francesa en què les lluites entre faccions polítiques rivals van dur a una mútua radicalització, que prengué un caràcter violent amb execucions massives a la guillotina. Iniciat amb les Massacres del 2 de setembre, i es va accentuar durant els mesos de juny i juliol de 1794 quan es visqué la Grande Terreur. La fi del Terror va venir amb el cop del 9 de termidor de l'Any II (27 de juliol de 1794), en què Robespierre, Saint-Just i d'altres dirigents del Terror acabaren condemnats a mort i executats. El nombre de morts causat pel Terror s'avalua entre 18.500 i 40.000. En el darrer mes del Terror, van ser executades unes mil nou-centes persones.

## Context
Durant l'estiu de 1792, els dirigents revolucionaris es veien amenaçats tant per la contrarevolució interna com per les potències absolutistes d'Europa, principalment Àustria i Prússia, en guerra contra França des d'abril de 1792. Així, el Manifest de Brunswick amenaçava amb la destrucció de París si cometien cap agressió contra la família reial. A més, hi havia raons per sospitar que Lluís XVI conspirava amb les potències estrangeres que volien envair França per restaurar-hi l'absolutisme, com també conspiraven membres de la noblesa i del Clergat.
La conjunció de les amenaces interna i externa van incrementar la rivalitat entre girondins i jacobins. Aquests darrers estaven agrupats en la facció dita la Muntanya, que comptava amb el suport de les masses populars de París, les quals, el 10 d'agost de 1792, amb l'assalt al Palau de les Teuleries, provocaren el destronament de Lluís XVI. El destronament de Lluís XVI va donar origen a sis setmanes de caos revolucionari que dugué a l'elecció de la Convenció Nacional, la qual, el 21 de setembre de 1792 proclamà la República.
El 21 de gener de 1793, Lluís XVI fou executat a la guillotina; aleshores, Espanya, el Regne de les Dues Sicílies, els Països Baixos i la Gran Bretanya s'uniren a la guerra contra França, la qual es veia així atacada en totes les seves fronteres. Per altra banda, durant la primavera de 1793 va esclatar la revolta reialista de la Vendée, la qual comptava amb el suport de la Gran Bretanya. La repressió del govern revolucionari a la Vendée fou tan brutal que, sovint, se l'ha qualificada de genocidi.

## El Comitè de Salvació Pública
El 6 d'abril de 1793, la Convenció Nacional va crear el Comitè de Salvació Pública. Inicialment, usat per la Convenció Nacional com a òrgan de lluita contra els contrarevolucionaris, va expandir-se per tota França. Però amb l'inici del Terror, esdevingué de facto el govern de França, i gràcies a l'expansió que havia tingut per tota França, fou l'organisme responsable dels milers d'execucions perpetrades durant el Terror.
Atiades pels enragés de Jacques Roux i Jacques Hébert, el 2 de juny de 1793, les seccions populars parisenques s'alçaren i exigiren a la Convenció la purga dels contrarevolucionaris, una taxació del preu del pa i la restricció del dret de vot als sans-culottes. Comptant amb el suport de la Guàrdia Nacional, aconseguiren que la Convenció fes arrestar trenta-un dirigents girondins, entre els quals Jacques Pierre Brissot, amb la qual cosa, els jacobins aconseguiren el control del Comitè de Salvació Pública i instaurar la dictadura revolucionària. L'assassinat de Marat, dirigent jacobí conegut per la seva sanguinària retòrica, per la militant girondina Charlotte Corday (13 de juliol) va enfortir encara més el poder i la influència dels jacobins, dirigits per Robespierre, que imposà mesures radicals contra els enemics de la Revolució, tant interns com externs.
El 24 de juny de 1793, la Convenció havia redactat la primera constitució republicana de França, coneguda com la Constitució de 1793 o Constitució de l'Any I. Fou aprovada en referèndum, però els procediments constitucionals foren abolits aviat tot i la promesa de l'eliminació de l'Estat d'excepció.
Com que la principal preocupació era la guerra contra l'Europa absolutista, el 17 d'agost la Convenció va decretar la mobilització de tots els ciutadans; el 5 de setembre va institucionalitzar el Terror, és a dir, la repressió sistemàtica dels enemics de la Revolució, cosa que va dur a la persecució de qualsevol que s'oposés al govern. El 9 de setembre, va crear exèrcits revolucionaris per obligar els pagesos a lliurar el gra que els exigia el govern. El 17 de setembre, la Llei dels Sospitosos autoritzà acusar els contrarevolucionaris de crims contra la llibertat, cosa que resultava ser un concepte molt vague i ambigu. El 29 de setembre, la Convenció va estendre la taxació del pa a altres productes bàsics com també va fixar els salaris.
A més que els tribunals revolucionaris, reforçats per la Llei del 22 de pradial de l'any II (10 de juny de 1794), condemnaren sumàriament milers de persones a la guillotina, les turbes de París podien linxar gent pel seu compte; així, hi hagué gent executada simplement per les seves opinions, per meres sospites o, simplement, per revenges personals.
Donald Greer va calcular que, del total de víctimes del Terror, el 8% foren aristòcrates, el 6%, clergues, el 14% gent de classe mitjana i el 70% treballadors o pagesos acusats d'acaparament, deserció o d'altres crims. D'entre els grups perseguits pel Terror, el que, proporcionalment, va tenir més víctimes fou el clero.
El 24 d'octubre de 1793, la Convenció va establir el calendari revolucionari. Això va portar que a l'inici de la campanya de descristianització arran de la qual, molts clergues foren deportats o condemnats a mort i les esglésies foren clausurades. També s'instituïren cultes revolucionaris, com ara el de la deessa Raó que se celebrà el 10 de novembre de 1793 a la catedral de Notre-Dame de París, es destruïren edificis religiosos, es prohibí el culte cristià tant públic com privat i l'educació religiosa; alguns clergues foren obligats a casar-se i a renunciar, així, al seu ministeri.
Com que la dissidència contra el govern es considerava contrarevolucionària, durant la primavera de 1794 foren guillotinats tant enragés extremistes com ara Jacques Hébert com moderats o indulgents com fou el cas de Danton.

Grabat de Jacques-René Hébert, víctima del terror

## La fi del Terror
Com que Robespierre insistia a associar el Terror amb la Virtut, els seus esforços per fer de la República una comunitat moralment unida pel patriotisme esdevingueren inseparables del bany de sang sense fi. Finalment, després de la victòria sobre Àustria a la batalla de Fleurus, una conspiració esdevinguda dins de la Convenció el 9 de termidor de l'any II (27 de juliol de 1794) va dur a la caiguda de Robespierre qui, juntament amb molts dels seus seguidors i d'alguns membres de la Comuna de París, fou executat a la guillotina el 28 de juliol. Aquest fou l'origen de la reacció termidoriana, que inicià un Terror Blanc contra els jacobins.